# Elhagyottak
Az Elhagyottak (eredeti cím: Los Olvidados) Luis Buñuel 1950-ben Mexikóban készített filmdrámája, amelyet Mexikóvárosban forgattak.
A kiszolgáltatott, bűnbe keveredő mexikói gyerekekről szól, és egyedien keveredik benne a realista és szürrealista stílus.
Bár bemutatója nem volt sikeres, nem sokkal ezután, 1951-ben az Elhagyottak nyerte el a cannes-i filmfesztivál legjobb rendezésért járó díját. Ma már minden idők egyik legnagyszerűbb és legnagyobb hatású filmjeként tartják[pontosabban?] számon.

## Cselekmény
El Jaibo megszökik a fiatalkorúak börtönéből, bandájával megpróbálnak kirabolni egy vak utcazenészt. A banda közelébe keveredik a főhős, Pedro is, aki összehoz egy találkozót Juliánnal, aki El Jaibo szerint annak idején feldobta őt. El Jaibo rendkívül aljas módon meggyilkolja Juliánt, kirabolja és pénzmegosztással cinkossá teszi a kis Pedrót.

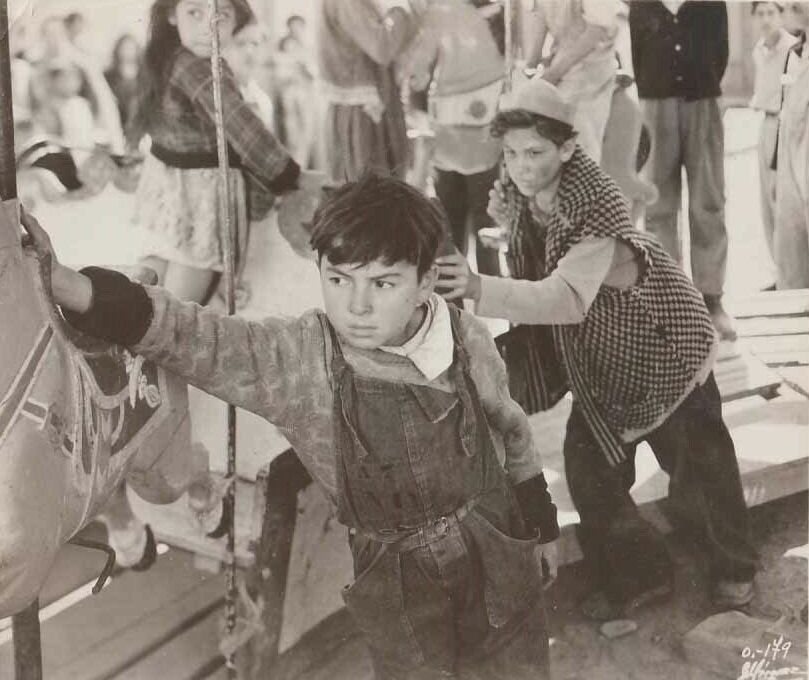
Alfonso Mejía mint Pedro

Pedro, anyja hatására beáll egy kovácshoz. El Jaibo bajba keveri egy kés ellopásával, ami miatt Pedro egy javító farm iskolába kerül, itt egy bunyóba rángatják bele. Az igazgató megbízásból 50 pesót ad Pedro kezébe, de El Jaibo megint keresztbe tesz neki, és kirabolja. Egy megszakadt harc során Pedro kikiáltja a tömegnek, hogy El Jaibó gyilkos, az elmenekül, de a vak zenész feljelenti.
Később megint találkoznak és összecsapnak, El Jaibo megöli Pedrót. Menekülés közben a rendőrség El Jaibót lelövi, Meche és nagyapja találják meg maguknál El Jaibót halva. Kerülvén a bajt, a holttestet egy szeméttelepen kövek alá rejtik. Útköznem találkoznak Pedro anyjával, aki a fiát keresi.

## Alternatív vég
A 21. században kiderült, hogy Buñuel annak idején leforgatott egy Pedro számára pozitívabb befejezést is, ez is kiadásra került, megtekinthető.[forrás?]

## Kérlelhetetlen őszinteség
Ebben a korszakban az egész világon fontossá válik a gyermekek rossz helyzetének és nézőpontjának megjelenítése is, ez egyaránt igaz a japán, az európai, és mint látjuk még a latin-amerikai filmekre is, Buñuel mesterművének egyik fontos egyedisége, hogy nem kerüli az idealizálást. A gyerekbűnözők gyerekbűnözők, az Elhagyottak sorsuk újratermelődése ellen minden idők egyik legjelentősebb filmművészeti kiáltványa.[forrás?]

## Fordítás
Ez a szócikk részben vagy egészben  a   Los Olvidados című angol Wikipédia-szócikk fordításán alapul.  Az eredeti cikk szerkesztőit annak laptörténete sorolja fel. Ez a jelzés csupán a megfogalmazás eredetét és a szerzői jogokat jelzi, nem szolgál a cikkben szereplő információk forrásmegjelöléseként.